# Badaiotz Sokatira Taldea
Badaiotz Sokatira Taldea (en castellano Club de Sokatira Badaiotz) es un equipo alavés de Juego de la soga, y otras modalidades de Deporte Rural Vasco, constituido en 1981 como masculino, y que en 1991 formó equipo femenino.

## Historia
El club de sokatira Badaiotz surge en Vitoria en 1981 únicamente en categoría masculina, y en 1991 se constituye oficialmente la femenina. 
Los dos equipos han participado en campeonatos de Álava, Euskadi y campeonatos del Mundo organizados por la TWIF (Federación Internacional de Sokatira). Los inicios nunca son fáciles, el equipo femenino debutó en 1993 pero los resultados no llegaron hasta siete años más tarde, en el Campeonato de Euskadi celebrado en Abadiño.
Entrenan, durante la temporada, en el Polideportivo (viejo) de Abechuco. En Taiwán, son más reconocidas que en su propio entorno. Entrenan en un pequeño pasillo en el frontón de ese barrio de Vitoria, por el que tienen que pagar el alquiler, 3 veces por semana.  Las subvenciones pagan, después de una cosecha anual de medallas en eventos, para los que ellas mismas han tenido que poner antes dinero de sus bolsillos, trabajando y, con unas equipaciones que tienen que devolver al final de las citas internacionales.
El Mundial de 2018 tuvo lugar en la localidad de Xuzhou (China), fuera de Europa por primera vez. Nada que ver con su lugar de entrenamiento.
Como club, no lograron en 2018 el séptimo Mundial para su palmarés, pero añadieron otro subcampeonato más a los cinco anteriores. No tuvieron suerte en la categoría de 540 kg, en la que fueron descalificadas por penalizaciones en la semifinal. Se ganaron el pase al Mundial al conquistar la txapela de Euskal Herria el pasado 27 de enero de 2018.
Son un referente a nivel mundial, pero en el País Vasco son bastante desconocidas.
En la Feria agraria y del ganado del Día de Santiago, y Día del Blusa y la Neska en Vitoria, de los años 2022 y 2023, se presentaron y dieron a conocer mediante una exhibición de los deportes en los que compiten (recogida de mazorcas, levantamiento de fardos, carrera de txingas, corte de troncos,  izada de junque y sokatira). E invitaron a participar al público tanto mayor como infantil en dicha demostración.
En enero del 2024 acudieron al Mundial de Helsingborg, en Suecia. Tras una gran renovación de sus componentes, pero tampoco han conseguí hacerse con ninguna medalla.

## Componentes equipo femenino
A lo largo de su historia, el equipo femenino ha estado formado por distintas mujeres y varios entrenadoresː

### Año 2023
Garbiñe López de Uralde y un grupo de compañeras veteranas han promovido una revolución generacional que ha introducido savia nueva y jóvenes de entre 20 y 25 años a modo de relevo. Son Susana Sánchez, Sara Veiga, Eneritz Buruaga, Ainhoa Sáez de Urturi, Ane Aspe, Leire Olavarrieta, Ane Fernández, y la propia Garbiñe López de Uralde. Con el apoyo de Ruth Linaza y Maider Etxezabal..
También han formado un equipo mixto, con la incorporación de 4 tiradores: Jon y Kimetz Lapazaran, Angel Gómez y Eder Sáez de Ocáriz.

### Año 2020
Ruth Linaza, Ruth Cayero, Susana Sánchez, Arrate Chillón, Garbiñe López de Uralde, Jone Elorza, Maider Etxezabal, Lorea Rojo, Sonia Archeli y Marta Varela. Entrenador: Jon Lapazaran.

### Año 2018
Susana Sánchez, Ruth Linaza, Amaia Leiza, Eva González de Matauco, Lorea Rojo, Arrate Chillón, Ruth Cayero, Puri López de Uralde, Garbiñe López de Uralde, Maider Etxezabal, Sofía Archeli y Jone Hualde. Entrenadorː Juan (Ion) Lapazaran.

### Año 2014
Ruth Linaza Beobide, Lorea Rojo Larrañaga, Susana Sanchéz Iraizoz, Ainara Urriza Zubieta, Rocio Santillana Tinta, Jaione Martinez de Irujo, Maider Etxezabal Etxabe, Judith Vega Ezquerro, Marta Varela Ona. Entrenador: Juan Lapazaran Echevarria.

### Año 2012
Garbiñe Lopez de Uralde Martínez de Soria, Ione Elorza Lizarra, Arrate Chillón Barbadillo, Ruth Cayero Alkorta, Ruth Linaza Beobide, Idoia Maritxalar Errandonea, Lorea Rojo Larrañaga, Susana Sanchéz Iraizoz, Rakel Arandia, Ainara Urriza Zubieta. Entrenador: Juan Lapazaran Echevarria.

### Año 2010
Garbiñe Lopez de Uralde Martínez de Soria, Ione Elorza Lizarra, Arrate Chillón Barbadillo, Ruth Cayero Alkorta, Ruth Linaza Beobide, Elena De Toro Urrutia, Idoia Maritxalar Errandonea, Lorea Rojo Larrañaga, Izaskun Atutxa Bizkarguenaga, Susana Sanchéz Iraizoz, Ibone Sanchez, Elene Etxebarria Artabe. Entrenador: Juan Lapazaran Echevarria.

### Año 2008
Garbiñe Lopez de Uralde Martínez de Soria, Arrate Chillón Barbadillo, Ruth Cayero Alkorta, Eva González de Matauco, Elena De Toro Urrutia, Ruth Linaza Beobide, Aitziber Zabarte Viguri, Idoia Maritxalar Errandonea, Lorea Rojo Larrañaga, Izaskun Atutxa Bizkarguenaga, Susana Sanchéz Iraizoz, Ekine Etxarri Garaikoetxea. Entrenador: Juan Lapazaran Echevarria.

### Año 2007
Garbiñe Lopez de Uralde Martínez de Soria, Arrate Chillón Barbadillo, Ruth Cayero AlkortEva González de Matauco, Ruth Linaza Beobide, Aitziber Zabarte Viguri, Lorea Polvorosa, Lorea Rojo Larrañaga, Izaskun Atutxa Bizkarguenaga, Susana Sanchéz Iraizoz, Ekine Etxarri Garaikoetxea, Itxaso Jaio. Entrenadorː Juan Lapazaran Echevarria.

### Año 2004
Garbiñe Lopez de Uralde Martínez de Soria, Arrate Chillón Barbadillo, Zuriñe Zugazua Estivariz, Lurdes Balza de Vallejo, Ruth Cayero Alkorta, Mª Mar García Palacios, Eva González de Matauco, Ruth Linaza Beobide, Irune Ormazabal, Aitziber Zabarte Viguri, Lorea Polvorosa. Entrenadorː Juan Lapazaran Echevarria.

### Año 2002
Garbiñe Lopez de Uralde Martínez de Soria, Ione Elorza Lizarra, Arrate Chillón Barbadillo, Estívaliz Lopez de Uralde Martínez de Soria, Cristina Calvo, Elena De Toro Urrutia, Ruth Cayero Alkorta, Eva González de Matauco, Alaitz Gorordo. Entrenador: Jon Lapazaran Echevarria.

### Año 2000
Garbiñe Lopez de Uralde Martínez de Soria, Ione Elorza Lizarra, Arrate Chillón Barbadillo, Estivaliz Lopez de Uralde Martínez de Soria, Lurdes Balza de Vallejo, Cristina Calvo, Zuriñe Zugazua Estivariz. Entrenadorː Jon Lapazaran Echevarria.

## Palmarés

### Equipo masculino
- Campeonatos Mundiales de Sokatira sobre goma
- 540 kg: 2020
- 520 kg: 2002, 2004
- 500 kg: 2012, 2020
- 480 kg: 2002, 2004, 2008

- Campeonatos de Euskadi de Sokatira:
  - 540 kg: 2010, 2012
  - 520 kg: 2001, 2002, 2003, 2004, 2005, 2008, 2009, 2011
  - 500 kg: 2010, 2012
  - 480 kg: 2002, 2003, 2004, 2005, 2006, 2008, 2009
  - 260 kg: 2002, 2003, 2004, 2005, 2006
  - 250 kg: 2008, 2009
  - 240 kg: 2002, 2003, 2004, 2005, 2006.

### Equipo femenino

#### Campeonatos mundialesː
| Año  | 480 kg | 500 kg    | 520 kg    | 540 kg | 600 kg mixto | Sede                            |
| ---- | ------ | --------- | --------- | ------ | ------------ | ------------------------------- |
| 2020 |        |           |           |        |              | Irlanda (Letterkenny)           |
| 2018 |        |           |           |        |              | Xuzhou (China)                  |
| 2016 |        | y         |           |        |              | Volendam (Holanda)              |
| 2014 |        | Semifinal |           |        |              | Castelbar (Irlanda)             |
| 2012 |        |           |           |        |              | Perth (Escocia)                 |
| 2010 |        |           |           |        |              | Casenatico ((Italia)            |
| 2008 |        |           | 6º puesto |        |              | Faenza (Italia)                 |
| 2007 |        |           |           |        |              | Torneo Internacional de Holanda |
| 2006 |        |           |           |        |              | No acudieron                    |
| 2004 |        |           |           |        |              | Glasgow (Escocia)               |
| 2002 |        |           |           |        |              | Cork (Irlanda)                  |
| 2000 |        |           |           |        |              | Slagharen (Holanda)             |

#### Campeonatos de Euskadiː
| kg  | Modalidad 4 x 4              | Modalidad 8 x 8                               |
| --- | ---------------------------- | --------------------------------------------- |
| 240 | 2002, 2003, 2004, 2005, 2006 |                                               |
| 260 | 2002, 2003, 2004, 2005, 2006 |                                               |
| 480 |                              | 2001 2002, 2003, 2004, 2005, 2006, 2008       |
| 500 |                              | 2010, 2012, 2020 2011                         |
| 520 |                              | 2002, 2003, 2004, 2005, 2008, 2009, 2011 2006 |
| 540 |                              | 2010, 2012 2013                               |

## Premios
- Premio de El Correo "Alavesas de Marzo 2018".[24]

## En cine
En la película Step Back to Glory  (2013, Taiwán) el Club de Sokatira Badaiotz apareció representando a la selección del País Vasco de Sokatira. Para grabarla, fueron a Taiwán.